# 加州內戰
加州內戰是美國職棒大聯盟及NBA的一個定義上十分含糊的對戰名稱，因為加州內戰所屬的四個組合皆有各自的對戰封號，如舊金山巨人與奧克蘭運動家的組合被封為「灣區橋大戰」，而洛杉磯道奇與洛杉磯天使隊(the Los Angeles Angels of Anaheim)的對戰組合被封為「加州高速公路大戰」，對聖地牙哥教士的比賽，就沒有任何封號。由於在季後賽時，同一分區的球隊會在賽程上被刻意拆開，使其與其家分區進行比賽，因而加州內戰通常是指的是美國職棒大聯盟世界大賽的對戰組合是同為所在地位於加州的球隊時，才會被給予的封號。

## 世界大賽「加州內戰」組合方式
- 洛杉磯道奇   vs  奧克蘭運動家
- 洛杉磯道奇   vs  洛杉磯天使隊
- 舊金山巨人   vs  奧克蘭運動家
- 舊金山巨人   vs  洛杉磯天使隊
- 聖地牙哥教士 vs  奧克蘭運動家
- 聖地牙哥教士 vs  洛杉磯天使隊